# نیتسا مونفراتو
نیتسا مونفراتو (انگلیسی: Nizza Monferrato) یک کومونه در ایتالیا است که در استان آسته واقع شده است.
این کومونه با جمعیتی معادل ۱۰٬۴۲۵ نفر حدود ۳۰ کیلومتر مربع مساحت دارد و ۱۳۷ متر بالاتر از سطح دریا قرار گرفته است.